# Dadi Mulyo (Kisaran Barat)
Dadi Mulyo is een bestuurslaag in het regentschap Asahan van de provincie Noord-Sumatra, Indonesië. Dadi Mulyo telt 3956 inwoners (volkstelling 2010).